# آر. إس. شريف
آر. إس. شريف (بالإنجليزية: R. C. Sherriff)‏‏ (6 يونيو 1896 في ريتشموند على نهر التايمز - 13 نوفمبر 1975 ) كاتب سيناريو، وروائي، وكاتب مسرحي، وكاتب، وكاتب خيال علمي من المملكة المتحدة.

## الجوائز
- الصليب العسكري
- زمالة جمعية الآثار
- زميل في الجمعية الملكية للأدب

## روابط خارجية
- آر. إس. شريف على موقع IMDb (الإنجليزية)
- آر. إس. شريف على موقع الموسوعة البريطانية (الإنجليزية)
- آر. إس. شريف على موقع ألو سيني (الفرنسية)
- آر. إس. شريف على موقع أول موفي (الإنجليزية)
- آر. إس. شريف على موقع قاعدة بيانات برودواي على الإنترنت (الإنجليزية)
- آر. إس. شريف على موقع قاعدة بيانات الأفلام السويدية (السويدية)
- آر. إس. شريف على موقع قاعدة بيانات الفيلم (الإنجليزية)
- آر. إس. شريف على موقع كينوبويسك (الروسية)